# Oleg Lossev
Oleg Vladimirovitch Lossev (russe : Оле́г Влади́мирович Ло́сев), né le 10 mai 1903 à Tver et mort le 22 janvier 1942 à Léningrad, est un scientifique et inventeur soviétique russe. Ses travaux précoces sur les semi-conducteurs l'ont amené à observer et théoriser l'électro luminescence des diodes.

## Biographie
Lossev n'était encore qu'écolier lorsqu'en 1917, à la suite d'un exposé du directeur de la station de radio de Tver, il découvrit la radioélectricité. Au cours de ses visites à la station, il rencontra Mikhaïl Bontch-Brouïevitch (en) et un professeur de l'Institut polytechnique de Riga, Vladimir Lebedinski (ru). En 1920, Lossev s'inscrivit à l'Institut des télécommunications de Moscou. Il retrouva ses anciens amis de la station de Tver lors du premier congrès russe de la radio : ils travaillaient depuis 1918 au Laboratoire National de la Radio (NRL) créé par oukase de Lénine à Nijni Novgorod. Lossev décida d'interrompre ses études pour rejoindre leur équipe à Nijni Novgorod.
Étudiant les différents types de cristaux détecteurs , il découvrit quelques propriétés des semi-conducteurs. Il publie son premier article sur un système détecteur-amplificateur dans une revue française pour radioamateurs en mai 1924. En 1927, il redécouvre l'électroluminescence d'un cristal de carbure de silicium que l'on électrise (« effet Round »). Il découvre également que dans certaines conditions, ces cristaux forment des oscillateurs électriques convenables : il exploite cette idée dans son récepteur Cristadyne (кристадин) ; mais les connaissances lacunaires de Lossev en physique, conjuguées au développement rapide de la radio dans ces années-là, firent oublier cette invention.
Le NRL, transféré en 1928 à Léningrad, est rebaptisé Laboratoire central de la Radio (ZRL) et c'est dans cette ville que Lossev poursuit ses recherches sur les cristaux semi-conducteurs. Il put effectuer une partie de ses recherches expérimentales grâce à l'Institut physico-technique d'Abram Ioffé .
En 1937, Lossev est nommé instructeur au 1er Institut médical de Léningrad et l'année suivante, l'Institut technique lui attribue le diplôme de candidat au doctorat ès sciences (les diplômes de l'enseignement supérieur n'ayant été rétablis que depuis 1934). Pendant le blocus de Léningrad par les Allemands, qui fit un million de morts de faim, Lossev, contre l'avis de Ioffé, refusa d'être évacué. Il mourut d'inanition à l'hôpital universitaire.